# 경동서로
경동서로(京東西路)는 송나라가 설치한 로중의 하나로 지금의 산동성서부 내륙 평야지역을 통치했다. 총 4부 5주 43현을 두었다.

## 행정구역

### 응천부(應天府)
이명은 하남군(河南郡)으로, 귀덕군절도(歸德軍節度)를 두었다. 당나라의 송주(宋州)였는데 지도연간에 경동로에 소속시켰다. 1006년(경덕 3년)에 응천부로 격상시켰다. 1014년(대중상부 7년), 남경(南京)을 설치했다. 1072년(희녕 5년), 경동로가 경동동로와 경동서로로 분리될 때 경동서로의 관할로 들어왔다.
정강의 변으로 개봉성이 금나라에 함락당한 뒤인 1127년, 송 고종이 응천부에서 황제로 즉위하고 연호를 건염(建炎)으로 선포했다. 하지만 금나라군의 맹공에 응천부에서 바로 철수하여 강녕부로 이주했다.
숭녕연간에는 79,741호 157,400명의 주민들이 살았다. 명주를 공납으로 바쳤다. 6현을 두었다.
현재 중국 4대서원중 하나로 알려진 응천서원(應天書院)이 있었다.
| 현명   | 한자   | 대략적 위치                  | 비고 |
| ------ | ------ | ---------------------------- | --- |
| 영릉현 | 寧陵縣 | 상추시 닝링현                | 초구현(楚丘縣)과 함께 공주(拱州)에 속했다가 1110년(대관 4년), 본부에 이관되었다. 1114년(정화 4년)에 공주로 이관되었다가 1124년(선화 6년)에 다시 돌아왔다. 응천부의 치소가 있었다. |
| 송성현 | 宋城縣 | 상추시 쑤이양구              | |
| 곡숙현 | 穀熟縣 | 상추시 위청현 곡숙진(穀熟鎭) | |
| 하읍현 | 下邑縣 | 상추시 샤이현                | |
| 우성현 | 虞城縣 | 상추시 위청현                | |
| 초구현 | 楚丘縣 | 상추시 량위안구              | 영릉현과 함께 공주에 속했다가 1110년 본부에 이관되었다. |

### 습경부(襲慶府)
이명은 노군으로, 태녕군절도(泰寧軍節度)를 두었다. 본래 연주였다. 1008년(대중상부 원년)에 대도독을 두었다. 1118년, 부로 승격시켰다. 숭녕연간에는 71,777호 217,734명이 살았다. 대화릉(大花綾), 먹, 운모, 자수정, 방풍나물, 복령(茯苓)을 공납으로 바쳤다. 7현을 두었다.
| 현명   | 한자   | 대략적 위치                      | 비고 |
| ------ | ------ | -------------------------------- | --- |
| 하현   | 瑕縣   | 지닝시 옌저우구                  | 1111년에 대악진(岱嶽鎮)으로 치소를 옮겼다. 습경부의 치소가 이곳에 있다.                                                       |
| 봉부현 | 奉符縣 | 타이안시 타이산구 태안성(泰安城) | 한나라 건봉현(乾封縣)으로 972년(개보 5년)에 대악진(岱嶽鎭)으로 치소를 옮겼다. 1008년(대중상부 원년)에 지금의 이름으로 고쳤다. |
| 사수현 | 泗水縣 | 지닝시 쓰수이현                  | |
| 공현   | 龔縣   | 타이안시 닝양현                  | |
| 선원현 | 仙源縣 | 지닝시 취푸시                    | 위나라 곡부현이다. 1012년(대중상부 5년) 지금의 이름으로 고쳤다.                                                               |
| 래무현 | 萊蕪縣 | 라이우시                         | |
| 추현   | 鄒縣   | 지닝시 쩌우청시                  | 1072년, 진으로 격하하고 선원현으로 통폐합시켰다가 1084년 복구했다.                                                            |

### 서주(徐州)
이명은 팽성군이며 대도독으로, 무녕군절도(武寧軍節度)를 두었다. 1078년 경동로가 경동서로와 경동동로가 분리될 때 경동서로로 이관되었다. 숭녕연간에는 64,430호 152,237명의 주민들이 살았다. 쌍사릉(雙絲綾)과 고(槹), 명주를 공납으로 바쳤다. 5현을 두었다. 주의 치소를 팽성현에 두었다.
| 현명   | 한자   | 대략적 위치       |
| ------ | ------ | ----------------- |
| 팽성현 | 彭城縣 | 쉬저우시          |
| 패현   | 沛縣   | 쉬저우시 페이현   |
| 소현   | 蕭縣   | 쑤저우시 샤오현   |
| 등현   | 滕縣   | 짜오좡시 텅저우시 |
| 풍현   | 豊縣   | 쉬저우시 펑현     |

### 흥인부(興仁府)
이명은 제음군으로, 창신군절도(彰信軍節度)를 두었다. 본래 조주(曹州)였는데, 1101년(건중정국 원년), 절도를 폐하고 군명을 창신군에서 흥인군으로 바꿨다. 1102년에 조주를 흥인부로 칭했다. 옛 절도를 다시 두었다. 공주(拱州)를 동보(東輔)로 승격시키면서 독부(督府)로 올렸다. 1111년에 독부를 폐하고 보군(輔郡)으로 격하시켰다. 숭녕연간에는 35,980호 66,931명의 주민들이 살았다. 명주와 두루미냉이의 씨앗(葶藶子)를 공납으로 바쳤다. 4현을 두었다.
| 현명   | 한자   | 대략적 위치                 | 비고                                                                                           |
| ------ | ------ | --------------------------- | ---------------------------------------------------------------------------------------------- |
| 제음현 | 濟陰縣 | 허쩌시 차오현 서북          | 부의 치소를 두었다.                                                                            |
| 완정현 | 宛亭縣 | 허쩌시 서남                 | 1086년에 원구현(冤句縣)을 지금의 이름으로 바꿨다.                                              |
| 승씨현 | 乘氏縣 | 허쩌시                      | 본래 허쩌시 쥐예현 용고진에 있던 현을 북위 때 허쩌시에 옮겼는데 이것이 지금까지 전해내려 온다. |
| 남화현 | 南華縣 | 허쩌시와 허쩌시 둥밍현 사이 | 1942년에 폐지되었다.                                                                           |

### 동평부(東平府)
이명은 동평군으로 천평군절도(天平軍節度)를 두었다. 1042년(경력 2년)에 운주(鄆州)에다 경동서로안무사(京東西路按撫使)를 설치했다. 1107년(대관 원년)에 운주대도독부를 두었다. 1114년(정화 4년)에 무안사를 응천부로 옮기고 1119년(선화 원년)에 동평부로 이름을 고쳤다. 숭녕연간에는 130,305호 396,063명의 주민들이 살았다. 명주, 아교를 공납으로 바쳤다. 6현을 두었다. 수호전에 등장하는 늪과 그 일대의 습지대인 양산박이 부 서남쪽에 존재하고 있었다.
| 현명   | 한자   | 대략적 위치                                                       | 비고                                                        |
| ------ | ------ | ----------------------------------------------------------------- | ----------------------------------------------------------- |
| 수성현 | 須城縣 | 타이안 시 둥핑 현 부자파(埠子坡)에서 동평주성(東平州城)으로 이동. | 1003년(경덕 3년)에 맹점(孟店)을 옮겼다. 부의 치소를 두었다. |
| 양곡현 | 陽穀縣 | 랴오청시 양구현                                                   |                                                             |
| 중도현 | 中都縣 | 지닝시 원상현                                                     |                                                             |
| 수장현 | 壽張縣 | 랴오청시 양구현 수장진(壽張鎭)                                    |                                                             |
| 동아현 | 東阿縣 | 랴오청시 둥어현                                                   |                                                             |
| 평음현 | 平陰縣 | 지난시 핑인현                                                     |                                                             |

### 제주(濟州)
상급주로 이명은 제양군(濟陽郡)으로, 방어(防禦)가 있었다. 50,718호 159,137명의 주민들이 살았다. 아교를 공납으로 바쳤다. 4현을 두었다. 주 서북쪽에 양산박이 있었다.
| 현명   | 한자   | 대략적 위치   | 비고                                    |
| ------ | ------ | ------------- | --------------------------------------- |
| 거야현 | 鉅野縣 | 허쩌시 쥐예현 | 주의 치소가 있었다. 양산박 근처에 있다. |
| 임성현 | 任城縣 | 지닝시 런청구 |                                         |
| 금향현 | 金鄕縣 | 지닝시 진샹현 |                                         |
| 운성현 | 鄆城縣 | 허쩌시 윈청현 | 양산박 근처에 있다.                     |

### 단주(單州)
상급주로 이명은 탕군이었다. 960년(건륭 원년), 단련을 두었다. 숭녕연간에는 61,409호 116,969명의 주민들이 살았다. 뱀도랏(蛇床)과 방풍나물을 공납으로 바쳤다. 4현을 두었다. 주의 치소는 단부현에 두었다.
| 현명   | 한자   | 대략적 위치     |
| ------ | ------ | --------------- |
| 단부현 | 單父縣 | 허쩌시 산현     |
| 탕산현 | 碭山縣 | 쑤저우시 당산현 |
| 성무현 | 成武縣 | 허쩌시 청우현   |
| 어대현 | 魚臺縣 | 지닝시 위타이현 |

### 복주(濮州)
상급주로 이명은 복양군이고 단련이 있었다. 숭녕연간에는 31,747호 52,681명의 주민들이 살았다. 명주를 공납으로 바쳤다. 4현을 두었다. 견성현에 주치소를 두었다.
| 현명   | 한자   | 대략적 위치                    |
| ------ | ------ | ------------------------------ |
| 견성현 | 鄄城縣 | 허쩌시 쥐안청현                |
| 뇌택현 | 雷澤縣 | 허쩌시 쥐안청현 팽루진(彭樓鎭) |
| 임복현 | 臨濮縣 | 허쩌시 쥐안청현 임복진(臨濮鎭) |
| 범현   | 范縣   | 푸양시 판현                    |

### 공주(拱州)
보경군절도(保慶軍節度)를 두었다. 본래 경기로 양읍현(襄邑縣)이었다가 1105년(숭녕 4년)에 주로 격상되었다. 군액을 받고 동보가 되었다. 처음 주로 승격되었을 때 고성현(考城縣), 응천부의 영릉현, 초구현, 자성현을 관할했다가 1110년에 양읍현으로 격하되어 다시 개봉에 들어갔다. 1114년 줄주를 복구하면서 보군을 대시 복원시켰다. 1120년보군을 폐하고 경동서로에 소속시키고 양읍현, 태강현, 영릉현, 그리고 여귀현을 속현으로 두었다. 4년뒤에 영릉을 응천부, 태강현을 개봉으로 이관시켰고 자성현을 다시 속현으로 두었다. 2현을 두었다. 양읍현에 주치소를 두었다.
| 현명   | 한자   | 대략적 위치   |
| ------ | ------ | ------------- |
| 양읍현 | 襄邑縣 | 상추시 쑤이현 |
| 자성현 | 柘城縣 | 상추시 저청현 |

### 광제군(廣濟軍)
963년(건덕 원년), 발운무(發運務)를 두었다. 976년(개보 9년), 전운사(轉運司)로 고쳤다. 977년(태평흥국 2년) 군으로 승격되었다. 979년 전주(澶州), 복주(濮州), 제주(濟州), 조주(曹州)를 속주로 두었다가 다시 현으로 격하되었다. 1071년(희녕 4년) 군을 폐하고 정도현(定陶縣)을 조주에 소속시켰다. 1086년(원우 원년)군으로 복귀되었다. 하나의 현을 두었다.
| 현명   | 한자   | 대략적 위치     |
| ------ | ------ | --------------- |
| 정도현 | 定陶縣 | 허쩌시 딩타오현 |